# Kuoleman Laulukunnaat
Kuoleman Laulukunnaat är ett musikalbum som utkom 2006 och är det finländska thrash metal-bandet Mokomas femte album. Med det här albumet bytte bandet sin stil mot ett mer brutalt sound, mer likt death metal.

## Låtlista
1. Valapatto
2. Ärräpää
3. Kuu Saa Valtansa Auringolta
4. Pahaa Verta
5. Mieli Sydäntä Syyttää
6. Täyttä Ymmärrystä Vailla
7. Tulkki
8. Itken Silmät Päästäni
9. Tästä On Hyvä Jatkaa
10. Säästä Sanasi
11. Lujaa Tekoa